# Campeonato de Primera C 2014 (Argentina)
El Torneo de Primera C «Osvaldo Guerra» 2014 fue la octagésima primera temporada de la categoría y la vigésimo octava de esta división como cuarta división del fútbol argentino en el orden de los clubes directamente afiliados a la AFA. Su inicio, programado para el 1 de agosto, se retrasó una semana debido al fallecimiento del presidente en ejercicio de la Asociación del Fútbol Argentino, Julio Grondona, ocurrido el 30 de julio; por lo que comenzó el 8 de agosto y finalizó el 8 de diciembre.
En 2015, las competencias de los torneos superiores de la Asociación del Fútbol Argentino se desarrollarán durante el año calendario, mientras que el número de participantes del campeonato de Primera División será aumentado a 30.  Como consecuencia de ello, este certamen tuvo características especiales, ya que no consagró campeón, ascendieron al Campeonato de Primera B 2015 tres equipos y careció de descensos.

## Ascensos y descensos
| Prom. | Descendidos a la Primera D 2014 |
| ----- | ------------------------------- |
| 19.º  | Ituzaingó                       |
| 20.º  | Liniers                         |

| Pos.      | Ascendidos de la Primera D 2013/14 |
| --------- | ---------------------------------- |
| 1.º       | Deportivo Riestra                  |
| Gan. red. | Juventud Unida                     |

| Pos.      | Ascendidos a la Primera B 2014 |
| --------- | ------------------------------ |
| 1.º       | Sportivo Italiano              |
| Gan. red. | Deportivo Español              |

| Prom. | Descendidos de la Primera B 2013/14 |
| ----- | ----------------------------------- |
| 20.º  | Defensores de Belgrano              |
| 21.º  | Flandria                            |

## Equipos participantes
| Equipo                   | Ciudad               | Estadio                          | Capacidad |
| ------------------------ | -------------------- | -------------------------------- | --------- |
| Argentino                | Merlo                | Merlo                            | 11.000    |
| Argentino de Quilmes     | Quilmes              | Argentino de Quilmes             | 7.000     |
| Berazategui              | Berazategui          | Norman Lee                       | 5.500     |
| Central Córdoba          | Rosario              | Gabino Sosa                      | 18.000    |
| Defensores de Cambaceres | Ensenada             | 12 de Octubre                    | 8.500     |
| Defensores de Belgrano   | Buenos Aires         | Juan Pasquale                    | 8.750     |
| Defensores Unidos        | Zarate               | Gigante de Villa Fox             | 8.000     |
| Deportivo Riestra        | Buenos Aires         | Guillermo Laza                   | 3.000     |
| Deportivo Laferrere      | Laferrere            | Ciudad de Laferrere              | 13.000    |
| Dock Sud                 | Dock Sud             | De los Inmigrantes               | 8.200     |
| Excursionistas           | Buenos Aires         | Excursionistas                   | 8.000     |
| Flandria                 | Jáuregui             | Carlos V                         | 5.000     |
| General Lamadrid         | Buenos Aires         | Enrique Sexto                    | 3.500     |
| J. J. Urquiza            | El Libertador        | Ramón Roque Martín               | 2.500     |
| Juventud Unida           | San Miguel           | Ciudad de San Miguel             | 3.200     |
| Luján                    | Luján                | Municipal de la Ciudad de Luján  | 4.000     |
| Ferrocarril Midland      | Libertad             | Ciudad de Libertad               | 6.000     |
| Sacachispas              | Buenos Aires         | Beto Larrosa                     | 4.000     |
| San Telmo                | Dock Sud             | Dr. Osvaldo Baletto              | 5.500     |
| Talleres                 | Remedios de Escalada | Talleres de Remedios de Escalada | 15.000    |

### Distribución geográfica de los equipos
| Provincia                                    | Región                     | Cant. | Equipos                         |
| -------------------------------------------- | -------------------------- | ----- | ------------------------------- |
| Conurbano bonaerense (10)                    | Partido de Avellaneda      | 2     | Dock Sud y San Telmo            |
| Conurbano bonaerense (10)                    | Partido de Merlo           | 2     | Argentino y Ferrocarril Midland |
| Conurbano bonaerense (10)                    | Partido de Berazategui     | 1     | Berazategui                     |
| Conurbano bonaerense (10)                    | Partido de La Matanza      | 1     | Laferrere                       |
| Conurbano bonaerense (10)                    | Partido de Lanús           | 1     | Talleres (RdE)                  |
| Conurbano bonaerense (10)                    | Partido de Quilmes         | 1     | Argentino de Quilmes            |
| Conurbano bonaerense (10)                    | Partido de San Miguel      | 1     | Juventud Unida                  |
| Conurbano bonaerense (10)                    | Partido de Tres de Febrero | 1     | J.J. Urquiza                    |
| Ciudad de Buenos Aires (5)                   | Villa Soldati              | 2     | Deportivo Riestra y Sacachispas |
| Ciudad de Buenos Aires (5)                   | Belgrano                   | 1     | Excursionistas                  |
| Ciudad de Buenos Aires (5)                   | Núñez                      | 1     | Defensores de Belgrano          |
| Ciudad de Buenos Aires (5)                   | Villa Devoto               | 1     | General Lamadrid                |
| Interior de la provincia de Buenos Aires (4) | Partido de Luján           | 2     | Flandria y Luján                |
| Interior de la provincia de Buenos Aires (4) | Partido de Ensenada        | 1     | Defensores de Cambaceres        |
| Interior de la provincia de Buenos Aires (4) | Partido de Zárate          | 1     | Defensores Unidos               |
| Provincia de Santa Fe (1)                    | Rosario                    | 1     | Central Córdoba                 |

## Formato

### Competición
Se dividió a los 20 participantes en dos grupos de 10, por sorteo. En cada uno se disputarán dos rondas por el sistema de todos contra todos. Las tablas se confeccionarán por acumulación de puntos.

### Ascensos
El campeonato otorgó tres ascensos.
Los equipos que finalizaron en la primera posición en cada zona ascendieron directamente al Torneo Metropolitano A. Los ubicados en el 2.º y 3.º lugar de cada zona participaráon de un torneo reducido. Segundos y terceros se cruzaron entre sí en semifinales y los ganadores de ambas llaves se enfrentaron en la final. Ambas instancias se jugaron a doble partido. El ganador obtuvo el tercer ascenso.

### Descensos
No hubo descensos en esta temporada.

## Zona A

### Tabla de posiciones final
| Pos  | Equipo                 | Pts | PJ | PG | PE | PP | GF | GC | Dif |
| ---- | ---------------------- | --- | -- | -- | -- | -- | -- | -- | --- |
| 1.º  | Defensores de Belgrano | 38  | 18 | 11 | 5  | 2  | 28 | 8  | 20  |
| 2.º  | Deportivo Riestra      | 36  | 18 | 11 | 3  | 4  | 33 | 14 | 19  |
| 3.º  | Dock Sud               | 35  | 18 | 10 | 5  | 3  | 25 | 17 | 8   |
| 4.º  | Talleres (RdE)         | 26  | 18 | 6  | 8  | 4  | 16 | 12 | 4   |
| 5.º  | Defensores Unidos      | 24  | 18 | 6  | 6  | 6  | 18 | 22 | -4  |
| 6.º  | J. J. Urquiza          | 20  | 18 | 4  | 8  | 6  | 14 | 19 | -5  |
| 7.º  | General Lamadrid       | 20  | 18 | 4  | 8  | 6  | 12 | 17 | -5  |
| 8.º  | Luján                  | 16  | 18 | 3  | 7  | 8  | 9  | 17 | -8  |
| 9.º  | Berazategui            | 11  | 18 | 1  | 8  | 9  | 11 | 25 | -14 |
| 10.º | Ferrocarril Midland    | 11  | 18 | 1  | 8  | 9  | 10 | 25 | -15 |

|  |

|  |                                                        |
|  | Ascendió a la Primera B                                |
|  | Participaron del torneo reducido por el tercer ascenso |

#### Evolución de las posiciones
| Equipo / Jornada    |      |      |      |      |      |      |      |      |      |      |      |      |      |      |      |      |      |      |
| Equipo / Jornada    | 01   | 02   | 03   | 04   | 05   | 06   | 07   | 08   | 09   | 10   | 11   | 12   | 13   | 14   | 16   | 15   | 17   | 18   |
| ------------------- | ---- | ---- | ---- | ---- | ---- | ---- | ---- | ---- | ---- | ---- | ---- | ---- | ---- | ---- | ---- | ---- | ---- | ---- |
| Berazategui         | 07.º | 09.º | 09.º | 10.º | 09.º | 08.º | 09.º | 09.º | 09.º | 10.º | 09.º | 09.º | 10.º | 10.º | 10.º | 10.º | 09.º | 09.º |
| Def. de Belgrano    | 07.º | 01.º | 03.º | 01.º | 02.º | 02.º | 02.º | 01.º | 01.º | 01.º | 01.º | 01.º | 02.º | 01.º | 01.º | 02.º | 01.º | 01.º |
| Defensores Unidos   | 02.º | 06.º | 07.º | 05.º | 08.º | 04.º | 04.º | 03.º | 04.º | 04.º | 04.º | 04.º | 04.º | 04.º | 04.º | 05.º | 05.º | 05.º |
| Deportivo Riestra   | 10.º | 10.º | 06.º | 04.º | 03.º | 03.º | 03.º | 04.º | 03.º | 03.º | 03.º | 03.º | 01.º | 03.º | 03.º | 03.º | 03.º | 02.º |
| Dock Sud            | 01.º | 02.º | 02.º | 03.º | 01.º | 01.º | 01.º | 02.º | 02.º | 02.º | 02.º | 02.º | 03.º | 02.º | 02.º | 01.º | 02.º | 03.º |
| General Lamadrid    | 03.º | 03.º | 05.º | 06.º | 05.º | 09.º | 08.º | 08.º | 08.º | 06.º | 07.º | 08.º | 08.º | 08.º | 06.º | 06.º | 06.º | 07.º |
| J. J. Urquiza       | 09.º | 07.º | 08.º | 07.º | 06.º | 06.º | 06.º | 07.º | 06.º | 08.º | 08.º | 06.º | 07.º | 07.º | 08.º | 08.º | 07.º | 06.º |
| Luján               | 03.º | 04.º | 01.º | 02.º | 04.º | 05.º | 05.º | 05.º | 05.º | 07.º | 06.º | 07.º | 06.º | 06.º | 07.º | 07.º | 08.º | 08.º |
| Ferrocarril Midland | 03.º | 08.º | 10.º | 09.º | 10.º | 10.º | 10.º | 10.º | 10.º | 09.º | 10.º | 10.º | 09.º | 09.º | 09.º | 09.º | 10.º | 10.º |
| Talleres (RdE)      | 03.º | 05.º | 04.º | 08.º | 07.º | 07.º | 07.º | 06.º | 07.º | 05.º | 05.º | 05.º | 05.º | 05.º | 05.º | 04.º | 04.º | 04.º |

### Resultados
| Defensores de Belgrano | 0 - 0 | Berazategui         | Juan Pasquale                    | 9 de agosto  | 15:30 |
| Dock Sud               | 2 - 0 | Deportivo Riestra   | De los Inmigrantes               | 9 de agosto  | 15:30 |
| J.J. de Urquiza        | 0 - 1 | Defensores Unidos   | Ramón Roque Martín               | 9 de agosto  | 15:30 |
| Talleres (RdE)         | 1 - 1 | General Lamadrid    | Talleres de Remedios de Escalada | 9 de agosto  | 20:00 |
| Luján                  | 1 - 1 | Ferrocarril Midland | Municipal de la ciudad de Luján  | 10 de agosto | 15:30 |

| Ferrocarril Midland | 0 - 1 | Talleres (RdE)         | Ciudad de Libertad   | 15 de agosto | 15:30 |
| J.J. de Urquiza     | 1 - 1 | Dock Sud               | Ramón Roque Martín   | 15 de agosto | 15:30 |
| Berazategui         | 0 - 1 | Luján                  | José Luis Sánchez    | 15 de agosto | 15:30 |
| General Lamadrid    | 1 - 0 | Deportivo Riestra      | Enrique Sexto        | 16 de agosto | 15:30 |
| Defensores Unidos   | 0 - 3 | Defensores de Belgrano | Gigante de Villa Fox | 16 de agosto | 15:30 |

| Deportivo Riestra      | 2 - 0 | Ferrocarril Midland | Guillermo Laza                   | 19 de agosto | 15:30 |
| Luján                  | 3 - 0 | Defensores Unidos   | Municipal de la ciudad de Luján  | 19 de agosto | 15:30 |
| Defensores de Belgrano | 1 - 1 | J.J. de Urquiza     | Juan Pasquale                    | 19 de agosto | 15:30 |
| Dock Sud               | 2 - 1 | General Lamadrid    | De los Inmigrantes               | 20 de agosto | 15:30 |
| Talleres (RdE)         | 1 - 1 | Berazategui         | Talleres de Remedios de Escalada | 20 de agosto | 20:00 |

| Ferrocarril Midland    | 1 - 1 | General Lamadrid  | Ciudad de Libertad   | 23 de agosto | 11:30 |
| Berazategui            | 1 - 4 | Deportivo Riestra | José Luis Sánchez    | 23 de agosto | 13:30 |
| J.J. de Urquiza        | 1 - 0 | Luján             | Ramón Roque Martín   | 23 de agosto | 15:30 |
| Defensores de Belgrano | 3 - 0 | Dock Sud          | Juan Pasquale        | 23 de agosto | 15:30 |
| Defensores Unidos      | 2 - 0 | Talleres (RdE)    | Gigante de Villa Fox | 23 de agosto | 15:30 |

| Talleres (RdE)    | 0 - 0 | J.J. de Urquiza        | Talleres de Remedios de Escalada | 29 de agosto | 20:00 |
| Dock Sud          | 2 - 0 | Ferrocarril Midland    | De los Inmigrantes               | 30 de agosto | 11:00 |
| Luján             | 0 - 0 | Defensores de Belgrano | Municipal de la ciudad de Luján  | 30 de agosto | 11:00 |
| General Lamadrid  | 1 - 1 | Berazategui            | Enrique Sexto                    | 30 de agosto | 15:30 |
| Deportivo Riestra | 2 - 0 | Defensores Unidos      | Guillermo Laza                   | 30 de agosto | 15:30 |

| Defensores de Belgrano | 1 - 0 | Talleres (RdE)      | Juan Pasquale                    | 2 de septiembre | 15:30 |
| Berazategui            | 2 - 1 | Ferrocarril Midland | Talleres de Remedios de Escalada | 2 de septiembre | 15:30 |
| Luján                  | 1 - 2 | Dock Sud            | Municipal de la ciudad de Luján  | 4 de septiembre | 15:30 |
| Defensores Unidos      | 3 - 0 | General Lamadrid    | Gigante de Villa Fox             | 4 de septiembre | 15:30 |
| J.J. de Urquiza        | 1 - 1 | Deportivo Riestra   | Ramón Roque Martín               | 4 de septiembre | 15:30 |

| General Lamadrid    | 0 - 0 | J.J. de Urquiza        | Enrique Sexto                    | 7 de septiembre | 15:30 |
| Dock Sud            | 1 - 0 | Berazategui            | De los Inmigrantes               | 8 de septiembre | 15:30 |
| Ferrocarril Midland | 1 - 1 | Defensores Unidos      | Ciudad de Libertad               | 8 de septiembre | 15:30 |
| Deportivo Riestra   | 0 - 2 | Defensores de Belgrano | Guillermo Laza                   | 8 de septiembre | 15:30 |
| Talleres (RdE)      | 1 - 1 | Luján                  | Talleres de Remedios de Escalada | 8 de septiembre | 20:00 |

| Luján                  | 0 - 0 | Deportivo Riestra   | Municipal de la ciudad de Luján  | 13 de septiembre | 14:00 |
| Defensores de Belgrano | 3 - 0 | General Lamadrid    | Juan Pasquale                    | 13 de septiembre | 15:30 |
| J.J. de Urquiza        | 0 - 0 | Ferrocarril Midland | Ramón Roque Martín               | 14 de septiembre | 11:00 |
| Talleres (RdE)         | 1 - 0 | Dock Sud            | Talleres de Remedios de Escalada | 15 de septiembre | 20:00 |
| Defensores Unidos      | 1 - 0 | Berazategui         | Gigante de Villa Fox             | 17 de septiembre | 15:30 |

| Ferrocarril Midland | 2 - 3 | Defensores de Belgrano | Ciudad de Libertad | 20 de septiembre | 11:00 |
| General Lamadrid    | 1 - 0 | Luján                  | Enrique Sexto      | 20 de septiembre | 15:30 |
| Dock Sud            | 2 - 0 | Defensores Unidos      | De los Inmigrantes | 21 de septiembre | 11:00 |
| Berazategui         | 2 - 2 | J.J. de Urquiza        | Franco Muggeri     | 22 de septiembre | 15:30 |
| Deportivo Riestra   | 1 - 0 | Talleres (RdE)         | Guillermo Laza     | 23 de septiembre | 15:30 |

| General Lamadrid    | 2 - 2 | Talleres (RdE)         | Enrique Sexto        | 27 de septiembre | 12:00 |
| Defensores Unidos   | 1 - 0 | J.J. de Urquiza        | Gigante de Villa Fox | 28 de septiembre | 15:30 |
| Ferrocarril Midland | 1 - 0 | Luján                  | Ciudad de Libertad   | 29 de septiembre | 15:30 |
| Deportivo Riestra   | 4 - 1 | Dock Sud               | Guillermo Laza       | 29 de septiembre | 15:30 |
| Berazategui         | 1 - 2 | Defensores de Belgrano | Chacarita Juniors    | 29 de septiembre | 15:30 |

| Dock Sud               | 2 - 0 | J.J. de Urquiza     | De los Inmigrantes               | 3 de octubre | 15:30 |
| Deportivo Riestra      | 2 - 0 | General Lamadrid    | Guillermo Laza                   | 3 de octubre | 15:30 |
| Defensores de Belgrano | 0 - 0 | Defensores Unidos   | Juan Pasquale                    | 4 de octubre | 15:30 |
| Luján                  | 0 - 0 | Berazategui         | Municipal de la ciudad de Luján  | 6 de octubre | 15:30 |
| Talleres (RdE)         | 1 - 1 | Ferrocarril Midland | Talleres de Remedios de Escalada | 6 de octubre | 20:00 |

| Defensores Unidos   | 2 - 0 | Luján                  | Gigante de Villa Fox | 11 de octubre | 11:05 |
| Ferrocarril Midland | 1 - 4 | Deportivo Riestra      | Ciudad de Libertad   | 11 de octubre | 13:00 |
| General Lamadrid    | 0 - 1 | Dock Sud               | Enrique Sexto        | 11 de octubre | 15:30 |
| J.J. de Urquiza     | 2 - 1 | Defensores de Belgrano | Ramón Roque Martín   | 11 de octubre | 15:30 |
| Berazategui         | 0 - 2 | Talleres (RdE)         | José Luis Sánchez    | 12 de octubre | 15:30 |

| Dock Sud          | 1 - 1 | Defensores de Belgrano | De los Inmigrantes              | 18 de octubre | 11:00 |
| General Lamadrid  | 0 - 0 | Ferrocarril Midland    | Enrique Sexto                   | 18 de octubre | 15:30 |
| Luján             | 2 - 1 | J.J. de Urquiza        | Municipal de la ciudad de Luján | 20 de octubre | 15:30 |
| Talleres (RdE)    | 3 - 1 | Defensores Unidos      | Jose Alfredo Arín               | 20 de octubre | 15:30 |
| Deportivo Riestra | 2 - 0 | Berazategui            | Guillermo Laza                  | 20 de octubre | 15:30 |

| Berazategui            | 0 - 0 | General Lamadrid  | República de Italia  | 24 de octubre | 15:30 |
| Ferrocarril Midland    | 0 - 1 | Dock Sud          | Ciudad de Libertad   | 25 de octubre | 11:00 |
| Defensores de Belgrano | 1 - 0 | Luján             | Juan Pasquale        | 25 de octubre | 15:30 |
| J.J. de Urquiza        | 0 - 0 | Talleres (RdE)    | Ramón Roque Martín   | 25 de octubre | 15:30 |
| Defensores Unidos      | 1 - 1 | Deportivo Riestra | Gigante de Villa Fox | 26 de octubre | 15:30 |

| Talleres (RdE)      | 1 - 0 | Defensores de Belgrano | Talleres de Remedios de Escalada | 6 de noviembre | 15:00 |
| Dock Sud            | 0 - 0 | Luján                  | 12 de Octubre                    | 6 de noviembre | 15:30 |
| Deportivo Riestra   | 5 - 1 | J.J. de Urquiza        | Guillermo Laza                   | 6 de noviembre | 15:30 |
| General Lamadrid    | 2 - 0 | Defensores Unidos      | Enrique Sexto                    | 6 de noviembre | 15:30 |
| Ferrocarril Midland | 1 - 1 | Berazategui            | Ciudad de Libertad               | 6 de noviembre | 15:30 |

| J.J. de Urquiza        | 0 - 2 | General Lamadrid  | Ramón Roque Martín              | 1 de noviembre  | 11:00 |
| Defensores de Belgrano | 3 - 0 | Deportivo Riestra | Juan Pasquale                   | 1 de noviembre  | 16:00 |
| Berazategui            | 1 - 3 | Dock Sud          | República de Italia             | 2 de noviembre  | 15:30 |
| Defensores Unidos      | 0 - 0 | Midland           | Gigante de Villa Fox            | 13 de noviembre | 17:00 |
| Luján                  | 0 - 2 | Talleres (RdE)    | Municipal de la Ciudad de Luján | 13 de noviembre | 17:00 |

| Midland           | 0 - 2 | J.J. de Urquiza        | Ciudad de Libertad  | 9 de noviembre  | 11:00 |
| Dock Sud          | 0 - 0 | Talleres (RdE)         | De los Inmigrantes  | 10 de noviembre | 17:00 |
| Deportivo Riestra | 4 - 0 | Luján                  | Guillermo Laza      | 10 de noviembre | 17:00 |
| General Lamadrid  | 0 - 1 | Defensores de Belgrano | Enrique Sexto       | 10 de noviembre | 17:00 |
| Berazategui       | 1 - 1 | Defensores Unidos      | República de Italia | 10 de noviembre | 17:00 |

| J.J. de Urquiza        | 2 - 0 | Berazategui       | Ramón Roque Martín               | 14 de noviembre | 17:00 |
| Luján                  | 0 - 0 | General Lamadrid  | Municipal de la Ciudad de Luján  | 17 de noviembre | 17:00 |
| Defensores de Belgrano | 3 - 0 | Midland           | Juan Pasquale                    | 20 de noviembre | 17:00 |
| Defensores Unidos      | 4 - 4 | Dock Sud          | Gigante de Villa Fox             | 20 de noviembre | 17:00 |
| Talleres (RdE)         | 0 - 1 | Deportivo Riestra | Talleres de Remedios de Escalada | 20 de noviembre | 17:00 |

## Zona B

### Tabla de posiciones final
| Pos  | Equipo                   | Pts | PJ | PG | PE | PP | GF | GC | Dif |
| ---- | ------------------------ | --- | -- | -- | -- | -- | -- | -- | --- |
| 1.º  | Flandria                 | 33  | 18 | 10 | 3  | 5  | 29 | 15 | 14  |
| 2.º  | San Telmo                | 33  | 18 | 9  | 6  | 3  | 28 | 14 | 14  |
| 3.º  | Excursionistas           | 30  | 18 | 8  | 6  | 4  | 17 | 11 | 6   |
| 4.º  | Deportivo Laferrere      | 28  | 18 | 8  | 4  | 6  | 22 | 17 | 5   |
| 5.º  | Argentino (M)            | 26  | 18 | 8  | 2  | 8  | 23 | 25 | -2  |
| 6.º  | Defensores de Cambaceres | 24  | 18 | 6  | 6  | 6  | 21 | 22 | -1  |
| 7.º  | Argentino de Quilmes     | 21  | 18 | 5  | 6  | 7  | 17 | 18 | -1  |
| 8.º  | Juventud Unida           | 20  | 18 | 5  | 5  | 8  | 22 | 32 | -10 |
| 9.º  | Sacachispas              | 18  | 18 | 5  | 3  | 10 | 21 | 35 | -14 |
| 10.º | Central Córdoba          | 14  | 18 | 3  | 5  | 10 | 13 | 24 | -11 |

|  |

|  |                                                                                             |
|  | Ascendió a la Primera B                                                                     |
|  | Perdió el desempate del primer puesto y participó del torneo reducido por el tercer ascenso |
|  | Participó del torneo reducido por el tercer ascenso                                         |

#### Evolución de las posiciones
| Equipo / Jornada |      |      |      |      |      |      |      |      |      |      |      |      |      |      |      |      |      |      |
| Equipo / Jornada | 01   | 02   | 03   | 04   | 05   | 06   | 07   | 08   | 09   | 10   | 11   | 12   | 13   | 14   | 15   | 16   | 17   | 18   |
| ---------------- | ---- | ---- | ---- | ---- | ---- | ---- | ---- | ---- | ---- | ---- | ---- | ---- | ---- | ---- | ---- | ---- | ---- | ---- |
| Argentino (M)    | 08.º | 08.º | 05.º | 10.º | 06.º | 05.º | 03.º | 03.º | 06.º | 08.º | 04.º | 05.º | 07.º | 06.º | 06.º | 06.º | 05.º | 05.º |
| Arg. de Quilmes  | 08.º | 09.º | 08.º | 07.º | 04.º | 03.º | 06.º | 02.º | 04.º | 07.º | 07.º | 06.º | 05.º | 05.º | 05.º | 05.º | 07.º | 07.º |
| Cambaceres       | 02.º | 01.º | 02.º | 02.º | 02.º | 02.º | 04.º | 07.º | 08.º | 06.º | 08.º | 07.º | 06.º | 07.º | 07.º | 07.º | 06.º | 06.º |
| Central Córdoba  | 07.º | 06.º | 07.º | 04.º | 07.º | 09.º | 09.º | 09.º | 10.º | 10.º | 10.º | 10.º | 10.º | 10.º | 10.º | 10.º | 10.º | 10.º |
| Laferrere        | 05.º | 04.º | 03.º | 03.º | 03.º | 04.º | 02.º | 06.º | 07.º | 04.º | 05.º | 04.º | 04.º | 04.º | 04.º | 04.º | 03.º | 04.º |
| Excursionistas   | 03.º | 05.º | 06.º | 09.º | 05.º | 07.º | 08.º | 08.º | 05.º | 03.º | 03.º | 03.º | 03.º | 03.º | 03.º | 03.º | 04.º | 03.º |
| Flandria         | 03.º | 02.º | 01.º | 01.º | 01.º | 01.º | 01.º | 01.º | 01.º | 01.º | 02.º | 01.º | 01.º | 02.º | 02.º | 02.º | 02.º | 01.º |
| Juv. Unida       | 05.º | 07.º | 10.º | 08.º | 09.º | 06.º | 05.º | 04.º | 02.º | 05.º | 06.º | 08.º | 08.º | 08.º | 08.º | 08.º | 08.º | 08.º |
| Sacachispas      | 10.º | 10.º | 09.º | 05.º | 10.º | 10.º | 10.º | 10.º | 09.º | 09.º | 09.º | 09.º | 09.º | 09.º | 09.º | 09.º | 09.º | 09.º |
| San Telmo        | 01.º | 03.º | 04.º | 06.º | 08.º | 08.º | 07.º | 05.º | 03.º | 02.º | 01.º | 02.º | 02.º | 01.º | 01.º | 01.º | 01.º | 02.º |

| 1. 2. |

#### Partido de desempate del primer puesto
| Flandria                          | 3 - 1 | San Telmo | Norberto Tomaghello | 22 de noviembre | 20:30 |
| Flandria ascendió a la Primera B. |       |           |                     |                 |       |

### Resultados
| Argentino de Quilmes | 0 - 1 | Excursionistas           | Argentino de Quilmes | 8 de agosto  | 15:30 |
| Argentino (M)        | 0 - 1 | Flandria                 | Argentino (M)        | 9 de agosto  | 15:30 |
| Central Córdoba      | 1 - 2 | Defensores de Cambaceres | Gabino Sosa          | 9 de agosto  | 15:30 |
| Sacachispas          | 0 - 3 | San Telmo                | Beto Larrosa         | 9 de agosto  | 15:30 |
| Deportivo Laferrere  | 1 - 2 | Juventud Unida           | José Luis Sánchez    | 27 de agosto | 20:00 |

| Flandria                 | 2 - 0 | Argentino de Quilmes | Carlos V            | 15 de agosto     | 15:15 |
| San Telmo                | 0 - 0 | Central Córdoba      | Dr. Osvaldo Baletto | 15 de agosto     | 15:30 |
| Defensores de Cambaceres | 2 - 0 | Argentino (M)        | 12 de Octubre       | 15 de agosto     | 15:30 |
| Sacachispas              | 1 - 3 | Deportivo Laferrere  | Beto Larrosa        | 16 de agosto     | 15:30 |
| Excursionistas           | 0 - 0 | Juventud Unida       | Ramón Roque Martín  | 18 de septiembre | 15:40 |

| Central Córdoba      | 1 - 1 | Sacachispas              | Gabino Sosa          | 19 de agosto | 15:30 |
| Juventud Unida       | 0 - 1 | Flandria                 | Carlos Barraza       | 20 de agosto | 15:30 |
| Argentino de Quilmes | 1 - 1 | Defensores de Cambaceres | Argentino de Quilmes | 20 de agosto | 15:30 |
| Argentino (M)        | 3 - 0 | San Telmo                | Argentino (M)        | 20 de agosto | 15:30 |
| Deportivo Laferrere  | 1 - 0 | Excursionistas           | José Luis Sánchez    | 20 de agosto | 20:00 |

| San Telmo                | 0 - 1 | Argentino de Quilmes | Dr. Osvaldo Baletto | 23 de agosto | 11:00 |
| Defensores de Cambaceres | 3 - 2 | Juventud Unida       | 12 de Octubre       | 23 de agosto | 11:00 |
| Flandria                 | 3 - 1 | Excursionistas       | Carlos V            | 23 de agosto | 11:00 |
| Sacachispas              | 4 - 0 | Argentino (M)        | Beto Larrosa        | 23 de agosto | 15:30 |
| Central Córdoba          | 2 - 1 | Deportivo Laferrere  | Gabino Sosa         | 24 de agosto | 15:30 |

| Argentino de Quilmes | 1 - 0 | Sacachispas              | Argentino de Quilmes | 29 de agosto | 16:00 |
| Juventud Unida       | 1 - 1 | San Telmo                | Ciudad de San Miguel | 30 de agosto | 11:00 |
| Argentino (M)        | 1 - 0 | Central Córdoba          | Argentino (M)        | 30 de agosto | 11:00 |
| Excursionistas       | 1 - 0 | Defensores de Cambaceres | Ramón Roque Martín   | 31 de agosto | 11:00 |
| Deportivo Laferrere  | 1 - 0 | Flandria                 | José Luis Sánchez    | 31 de agosto | 21:00 |

| Central Córdoba          | 2 - 4 | Argentino de Quilmes | Gabino Sosa         | 2 de septiembre | 15:30 |
| Sacachispas              | 1 - 4 | Juventud Unida       | Beto Larrosa        | 2 de septiembre | 15:30 |
| Defensores de Cambaceres | 2 - 2 | Flandria             | 12 de Octubre       | 4 de septiembre | 15:30 |
| Argentino (M)            | 2 - 1 | Deportivo Laferrere  | Argentino (M)       | 4 de septiembre | 15:30 |
| San Telmo                | 0 - 0 | Excursionistas       | Dr. Osvaldo Baletto | 4 de septiembre | 15:30 |

| Juventud Unida       | 1 - 0 | Central Córdoba          | Ciudad de San Miguel | 7 de septiembre  | 15:30 |
| Excursionistas       | 2 - 2 | Sacachispas              | Ramón Roque Martín   | 8 de septiembre  | 15:30 |
| Flandria             | 1 - 2 | San Telmo                | Carlos V             | 9 de septiembre  | 15:30 |
| Deportivo Laferrere  | 3 - 1 | Defensores de Cambaceres | José Luis Sánchez    | 9 de septiembre  | 21:00 |
| Argentino de Quilmes | 0 - 1 | Argentino (M)            | Argentino de Quilmes | 10 de septiembre | 15:30 |

| San Telmo            | 3 - 1 | Defensores de Cambaceres | Dr. Osvaldo Baletto    | 13 de septiembre | 11:00 |
| Argentino de Quilmes | 2 - 0 | Deportivo Laferrere      | Argentino de Quilmes   | 13 de septiembre | 14:00 |
| Sacachispas          | 2 - 4 | Flandria                 | República de Mataderos | 13 de septiembre | 15:30 |
| Central Córdoba      | 0 - 0 | Excursionistas           | Gabino Sosa            | 13 de septiembre | 15:30 |
| Argentino (M)        | 2 - 2 | Juventud Unida           | Argentino (M)          | 15 de septiembre | 15:30 |

| Defensores de Cambaceres | 0 - 1 | Sacachispas          | 12 de Octubre        | 19 de septiembre | 15:30 |
| Deportivo Laferrere      | 0 - 1 | San Telmo            | José Luis Sánchez    | 19 de septiembre | 20:00 |
| Juventud Unida           | 2 - 1 | Argentino de Quilmes | Ciudad de San Miguel | 21 de septiembre | 11:00 |
| Flandria                 | 0 - 0 | Central Córdoba      | Carlos V             | 21 de septiembre | 11:00 |
| Excursionistas           | 1 - 0 | Argentino (M)        | Ramón Roque Martín   | 21 de septiembre | 15:30 |

| Excursionistas           | 1 - 0 | Argentino de Quilmes | Ramón Roque Martín   | 27 de septiembre | 15:30 |
| Juventud Unida           | 0 - 3 | Deportivo Laferrere  | Ciudad de San Miguel | 27 de septiembre | 15:30 |
| San Telmo                | 6 - 1 | Sacachispas          | Dr. Osvaldo Baletto  | 28 de septiembre | 11:00 |
| Defensores de Cambaceres | 1 - 0 | Central Córdoba      | 12 de Octubre        | 29 de septiembre | 15:30 |
| Flandria                 | 2 - 1 | Argentino (M)        | Carlos V             | 29 de septiembre | 15:30 |

| Deportivo Laferrere  | 0 - 1 | Sacachispas              | José Luis Sánchez    | 3 de octubre | 20:00 |
| Central Córdoba      | 0 - 1 | San Telmo                | Gabino Sosa          | 4 de octubre | 15:30 |
| Juventud Unida       | 0 - 1 | Excursionistas           | Ciudad de San Miguel | 4 de octubre | 15:30 |
| Argentino de Quilmes | 0 - 0 | Flandria                 | Argentino de Quilmes | 5 de octubre | 15:30 |
| Argentino (M)        | 3 - 0 | Defensores de Cambaceres | Argentino (M)        | 5 de octubre | 20:45 |

| Sacachispas              | 1 - 2 | Central Córdoba      | Beto Larrosa        | 10 de octubre | 15:30 |
| San Telmo                | 4 - 1 | Argentino (M)        | Dr. Osvaldo Baletto | 11 de octubre | 11:00 |
| Flandria                 | 6 - 0 | Juventud Unida       | Carlos V            | 11 de octubre | 11:05 |
| Defensores de Cambaceres | 1 - 1 | Argentino de Quilmes | 12 de Octubre       | 13 de octubre | 15:30 |
| Excursionistas           | 1 - 1 | Deportivo Laferrere  | Ramón Roque Martín  | 13 de octubre | 15:30 |

| Excursionistas       | 1 - 0 | Flandria                 | Ramón Roque Martín   | 18 de octubre | 15:30 |
| Argentino de Quilmes | 1 - 0 | San Telmo                | Argentino de Quilmes | 19 de octubre | 11:00 |
| Juventud Unida       | 1 - 1 | Defensores de Cambaceres | Ciudad de San Miguel | 19 de octubre | 13:00 |
| Deportivo Laferrere  | 1 - 0 | Central Córdoba          | José Luis Sánchez    | 20 de octubre | 20:00 |
| Argentino (M)        | 0 - 1 | Sacachispas              | Argentino (M)        | 20 de octubre | 20:30 |

| Flandria                 | 1 - 2 | Deportivo Laferrere  | Carlos V            | 24 de octubre | 15:30 |
| Defensores de Cambaceres | 2 - 0 | Excursionistas       | 12 de Octubre       | 24 de octubre | 15:30 |
| San Telmo                | 4 - 2 | Juventud Unida       | Dr. Osvaldo Baletto | 24 de octubre | 15:30 |
| Sacachispas              | 1 - 1 | Argentino de Quilmes | Beto Larrosa        | 24 de octubre | 15:30 |
| Central Córdoba          | 1 - 4 | Argentino (M)        | Gabino Sosa         | 24 de octubre | 20:00 |

| Juventud Unida       | 2 - 1 | Sacachispas              | Ciudad de San Miguel | 28 de octubre  | 15:30 |
| Excursionistas       | 0 - 0 | San Telmo                | Ramón Roque Martín   | 28 de octubre  | 15:30 |
| Flandria             | 2 - 1 | Defensores de Cambaceres | Carlos V             | 28 de octubre  | 15:30 |
| Argentino de Quilmes | 1 - 1 | Central Córdoba          | Argentino de Quilmes | 6 de noviembre | 16:00 |
| Deportivo Laferrere  | 2 - 2 | Argentino (M)            | José Luis Sánchez    | 6 de noviembre | 17:45 |

| San Telmo                | 1 - 0 | Flandria             | Dr. Osvaldo Baletto              | 2 de noviembre  | 11:15 |
| Central Córdoba          | 3 - 1 | Juventud Unida       | Gabino Sosa                      | 2 de noviembre  | 15:30 |
| Sacachispas              | 2 - 1 | Excursionistas       | Beto Larrosa                     | 5 de noviembre  | 15:30 |
| Defensores de Cambaceres | 0 - 0 | Deportivo Laferrere  | Talleres de Remedios de Escalada | 13 de noviembre | 17:00 |
| Argentino (M)            | 2 - 1 | Argentino de Quilmes | Argentino (M)                    | 13 de noviembre | 20:45 |

| Deportivo Laferrere      | 1 - 0 | Argentino de Quilmes | José Luis Sánchez    | 10 de noviembre | 17:00 |
| Juventud Unida           | 0 - 1 | Argentino (M)        | Ciudad de San Miguel | 10 de noviembre | 17:00 |
| Excursionistas           | 3 - 0 | Central Córdoba      | Ramón Roque Martín   | 10 de noviembre | 17:00 |
| Flandria                 | 3 - 1 | Sacachispas          | Chacarita Juniors    | 10 de noviembre | 17:00 |
| Defensores de Cambaceres | 1 - 1 | San Telmo            | 12 de Octubre        | 10 de noviembre | 17:25 |

| Sacachispas          | 0 - 2 | Defensores de Cambaceres | Beto Larrosa         | 17 de noviembre | 17:00 |
| San Telmo            | 1 - 1 | Deportivo Laferrere      | Lorenzo Arandilla    | 19 de noviembre | 17:00 |
| Central Córdoba      | 0 - 1 | Flandria                 | Gabino Sosa          | 19 de noviembre | 17:00 |
| Argentino de Quilmes | 2 - 2 | Juventud Unida           | Argentino de Quilmes | 19 de noviembre | 17:00 |
| Argentino (M)        | 0 - 3 | Excursionistas           | Argentino (M)        | 19 de noviembre | 17:00 |

## Torneo reducido por el tercer ascenso
Los equipos ubicados en el 2.º y 3.º lugar de cada zona participaron del Reducido. El mismo consistió en un torneo por eliminación directa a doble partido. En semifinales, el 2.º de la Zona A enfrentó al 3.º de la Zona B, y el 2.º de la B al 3.º de la A. En ambas oportunidades, el 2.º fue quien definió como local.
Los ganadores se enfrentaron en la final, también a doble partido, siendo local en el encuentro de vuelta el equipo que obtuvo mejor posición en su zona. El vencedor obtuvo el tercer ascenso a la Primera B.
En caso de paridad de puntos y diferencia de gol en cualquiera de las rondas, se decidió al ganador por medio de los tiros desde el punto penal.
|  | Semifinales          | Semifinales          | Semifinales          |   |                   | Final              | Final              | Final              |  |
|  | 26 y 30 de noviembre | 26 y 30 de noviembre | 26 y 30 de noviembre |   |                   | 3 y 8 de diciembre | 3 y 8 de diciembre | 3 y 8 de diciembre |  |
|  |                      |                      |                      |   |                   |                    |                    |                    |  |
|  |                      |                      |                      |   |                   |                    |                    |                    |  |
|  | Deportivo Riestra    | 2                    | 0(2)                 |   |                   |                    |                    |                    |  |
|  | Deportivo Riestra    | 2                    | 0(2)                 |   |                   |                    |                    |                    |  |
|  | Excursionistas       | 2                    | 0(1)                 |   |                   |                    |                    |                    |  |
|  | Excursionistas       | 2                    | 0(1)                 |   | Deportivo Riestra | 2                  | 2                  |                    |  |
|  |                      |                      |                      |   | Deportivo Riestra | 2                  | 2                  |                    |  |
|  |                      |                      | Dock Sud             | 0 | 1                 |                    |                    |                    |  |
|  | San Telmo            | 0                    | Dock Sud             | 0 | 1                 | 0                  |                    |                    |  |
|  | San Telmo            | 0                    |                      |   |                   | 0                  |                    |                    |  |
|  | Dock Sud             | 1                    | 2                    |   |                   |                    |                    |                    |  |
|  | Dock Sud             | 1                    | 2                    |   |                   |                    |                    |                    |  |
|  |                      |                      |                      |   |                   |                    |                    |                    |  |

- Nota: En cada llave, el equipo ubicado en la primera línea ejerció la localía en el partido de vuelta.

### Semifinales
| 26 de noviembre, 17:20 | Excursionistas        | 2:2 (1:1) | Deportivo Riestra    | Ramón Roque Martín, Buenos Aires |                                |
|                        | Torres 2' · Yanzi 77' | Reporte   | Bravo 23' · Soto 73' | Árbitro(s): Leandro Rey Hilfer   | Árbitro(s): Leandro Rey Hilfer |

| 30 de noviembre, 17:00 | Deportivo Riestra                                              | 0:0 (2:1 p.)               | Excursionistas                                                                            | Guillermo Laza, Buenos Aires |                             |
|                        |                                                                | Reporte                    |                                                                                           | Árbitro(s): Rodrigo Pafundi  | Árbitro(s): Rodrigo Pafundi |
|                        |                                                                | Tiros desde el punto penal |                                                                                           |                              |                             |
|                        | Víctor More · Sebastián Soto · Jonatan Goya · Jonathan Herrera |                            | Julián Villanueva · Santiago Fredes · Osvaldo Carpintero · Diego Yanzi · Máximo Rodríguez |                              |                             |

| 26 de noviembre, 17:00 | Dock Sud    | 1:0 (0:0) | San Telmo | Carlos Barraza, Pilar                                  |                                                        |
|                        | Ramírez 89' | Reporte   |           | Asistencia: 120 espectadores Árbitro(s): Diego Colombo | Asistencia: 120 espectadores Árbitro(s): Diego Colombo |

| 30 de noviembre, 17:00 | San Telmo | 0:2 (0:0) | Dock Sud                            | Carlos Barraza, Pilar                                   |                                                         |
|                        |           | Reporte   | Rodríguez 84' · Miranda Moreira 92' | Asistencia: 100 espectadores Árbitro(s): Rodrigo Sabini | Asistencia: 100 espectadores Árbitro(s): Rodrigo Sabini |

### Final
| 3 de diciembre, 17:00 | Dock Sud | 0:2 (0:2) | Deportivo Riestra    | Lorenzo Arandilla, Adrogué                              |                                                         |
|                       |          | Reporte   | Soto 17' · Bravo 20' | Asistencia: 100 espectadores Árbitro(s): Mauro Biasutto | Asistencia: 100 espectadores Árbitro(s): Mauro Biasutto |

| 8 de diciembre, 17:00 | Deportivo Riestra         | 2:1 (0:1) | Dock Sud     | Guillermo Laza, Buenos Aires |                              |
|                       | S. Soto 69' · S. Soto 81' | Reporte   | Rodríguez 9' | Árbitro(s): Sebastián Bresba | Árbitro(s): Sebastián Bresba |

## Tabla de descenso
En esta temporada no hubo descensos. Los puntos obtenidos en la misma serán tenidos en cuenta a partir de la siguiente.

## Goleadores
| Pos. | Jugador              | Jugador                 | Equipo                 | Goles |
| ---- | -------------------- | ----------------------- | ---------------------- | ----- |
| 1.º  | Bandera de Argentina | Jonathan Herrera        | Deportivo Riestra      | 19    |
| 2.º  | Bandera de Argentina | Sebastián Soto          | Deportivo Riestra      | 11    |
| 3.º  | Bandera de Argentina | Claudio Galeano         | San Telmo              | 9     |
| 3.º  | Bandera de Argentina | Andrés Montenegro       | Flandria               | 9     |
| 4.º  | Bandera de Argentina | Lionel Fonzalida        | Juventud Unida         | 8     |
| 4.º  | Bandera de Argentina | Alcides Miranda Moreira | Dock Sud               | 8     |
| 4.º  | Bandera de Argentina | Ignacio Varela          | Sacachispas            | 8     |
| 5.º  | Bandera de Argentina | Lucas Buono             | Defensores de Belgrano | 7     |
| 5.º  | Bandera de Argentina | Sergio Marclay          | Argentino de Quilmes   | 7     |
| 5.º  | Bandera de Argentina | Mariano Romero          | San Telmo              | 7     |